# Falk Balzer
Falk Balzer, född den 14 december 1973 i Leipzig i Östtyskland, är en före detta friidrottare som tävlade i häcklöpning. Han är son till Karin Balzer som vann OS-guld 1964 för Östtyskland i häcklöpning.
Balzers främsta merit är att han blev silvermedaljör på 110 meter häck vid EM 1998 i Budapest. Den enda som slog honom var britten Colin Jackson. Han blev bronsmedaljör på 60 meter häck vid inomhus-VM 1999 i Maebashi.
Vidare blev han femma vid VM 1999 i Sevilla på 110 meter häck och vid Olympiska sommarspelen 2000 blev han utslagen i semifinalen.
Mellan åren 2001 och 2003 var han avstängd för dopning.

## Personliga rekord
- 60 meter häck - 7,41 från 1999
- 110 meter häck - 13,10 från 1998